# Дучинський Антонін Філаретович
Антоні́н Філаре́тович Дучи́нський (4 серпня 1880, Судилків — 14 грудня 1928) — український історик, архівознавець, педагог, громадський і науковий діяч. Ініціатор заснування Полтавського народного університету. Член Полтавської вченої архівної комісії, Полтавського наукового товариства при ВУАН.
У 1910-1920-х роках долучився до збереження української історико-культурної спадщини, зокрема, архівних пам'яток, — взяв безпосередню участь в їх порятунку шляхом передачі до зацікавлених наукових установ.

## Життєпис
Народився 4 серпня 1880 року у селі Судилків Судилківської волості Заславського повіту Волинської губернії Російської імперії (тепер — село у Шепетівському районі Хмельницької області України) в сім'ї священника Філарета Дучинського.
Закінчив духовне училище та Кременецьку семінарію у місті Кременець Кременецького повіту Волинської губернії.
У 1902 році — вступив до Варшавського університету. А з 1905 року — перевівся до Московського університету, який закінчив у 1907 році (історико-філологічний факультет) з дипломом І ступеня. В університеті спеціалізувався на вивченні історичних дисциплін. Учень професорів Дмитра Петрушевського та Роберта Віппера.
Із 1907 по 1910 рік — працював учителем історії та географії у реальному училищі та жіночій гімназії міста Проскурів Проскурівського повіту Подільської губернії.
Наукову діяльність розпочав публікацією ряду статей в житомирській газеті «Волынь». Статті стосувалися еміграції українських селян з Волині в Америку та історії походження села Ординці Старокостянтинівського повіту («С. Ординці Старокостянтинівського повіту. Історико-економічний нарис», 1906; «Еміграція селян південної Волині в Америку», 1907).
Із 1910 року — жив у Полтаві. 
Із 1910 по 1920 рік — викладав у Полтавському реальному училищі і паралельно, із 1910 по 1916 рік — у Маріїнській жіночій гімназії. Водночас — працював у Полтавській губернській вченій архівній комісії. 
Із 1912 року — член Полтавської ревізійної комісії.
До 1914 року у літні місяці подорожував Західною Європою — Австро-Угорщиною, Німеччиною, Францією, Італією, Великою Британією, Швейцарією, Грецією («для кращої орієнтації в житті Західної Європи вивчив в значній мірі французьку та англійську мову»).
У 1914 році, за архівними документами, опублікував дослідження «До турбот князя Куракіна про судноплавство річок у Малоросії».
Брав активну участь у перебудові шкіл на Полтавщині, був делегатом і доповідачем на ІІ Всеукраїнській педагогічній конференції та на учительських з'їздах, членом міської Ради.
У 1917 році —  начальник відділення міліції в Полтаві. Пізніше — старший інспектор народної освіти, інструктор політосвіти при військовому комісаріаті, викладач історії революційного руху в Полтавському народному університеті, садовому та індустріальному технікумах.
У 1918-1919 роках — прослухав курс лекцій на юридичному факультеті — філіалі Харківського університету в Полтаві.
Із 1919 року — член Полтавського наукового товариства при ВУАН. Цього ж року, у складі виїзної комісії Всеукраїнського комітету охорони пам'яток мистецтва і старовини, брав участь в обстеженні історико-мистецьких зібрань у маєтках поміщиків. Зокрема, перевіз із Яготина до Історичного архіву Полтавщини особистий архів князів Рєпніних.
Організував історичний кабінет при підсекції Центрального пролетарського музею Полтавщини.
Із 1921 по 1928 рік — викладач педагогічних курсів, які з 1925 року стали Полтавським педагогічним технікумом імені Драгоманова (в останні роки виконував обов'язки керівника). Після приєднання технікуму до Інституту народної освіти у вересні 1928 року — викладав історію.
Із 1921 по 1922 рік — читав лекції з українознавства у Полтавському вечірньому робітничому технікумі.
Раптово помер 14 грудня 1928 року у Москві, після завершення роботи з'їзду істориків-марксистів, на якому у виступах окремих доповідачів прозвучали звинувачення проти українських вчених. Як писали дослідники: «напружена праця перевтомила його виснажений організм, а нетактовні виступи деяких осіб проти українських учених викликали хвилювання, що не пройшло йому даремне».
Вранці 14 грудня у Дучинського пішла кров горлом. У своїй останній записці до дружини він сам написав: «Ось наслідок напруженої праці в Москві». За даними Павла Клепацького, перевтома могла б і не привести до смерті, якби не поранення, яке Дучинський дістав ще у 1919 році від дурної (шальної) кулі, скинутої з німецького аероплана, — вона пробила Дучинському плевру і залишилася в животі. Після поранення Дучинський неодноразово говорив знайомим: «Я ношу в собі смерть». Після першого крововиливу — Дучинському стало краще, але згодом, під час зустрічі з братом Федором, кров знову пішла — лікарі намагалися її зупинити, але врятувати Дучинського вже не змогли. Він помер від гангрени легень.
Тіло, як і бажав Дучинський, кремували. Дружина привезла урну з прахом до Полтави, де й поховала. Похорон Дучинського у Полтаві став багатолюдною траурною процесією. В урну поклали місцевий часопис «Більшовик Полтавщини» з матеріалами про день похорону.

### У рукопису
- Нарис повстання М. Пушкаря.

### Доповіді на засіданнях Полтавського наукового товариства при ВУАН
- Нова Польща і Українські землі в її складі (1921)
- Бібліографічний огляд англійського журналу «History» за 1925 рік (1926)
- Революційна Українська Партія (РУП) на Полтавщині, за архівними матеріалами 1901-1905 років (1927)
- Ризька угода з Польщею в історичному освітленні
- Європа після Версальської угоди